# Radical de Jacobson
En el área de teoría de anillos de matemáticas, el radical de Jacobson de un anillo {\displaystyle R} es el ideal {\displaystyle I} cuyos elementos son aquellos que tienen la propiedad de anular todos los {\displaystyle R}-módulos simples por la derecha. Si se cambia la definición haciendo referencia a los {\displaystyle R}-módulos por la izquierda, el conjunto resultante es el mismo ideal, de modo que la definición es ambidiestra. {\displaystyle I} (el radical de Jacobson) se suele escribir como {\displaystyle j(R)}
En álgebra conmutativa el radical de Jacobson {\displaystyle {\mathfrak {R}}} (también denotado como {\displaystyle J(R)} si {\displaystyle R} es un anillo) de un anillo conmutativo con unitario A se define como la intersección de todos los ideales maximales de A. El radical de Jacobson es atribuido al matemático norteamericano Nathan Jacobson (1910-1999).

## Propiedad
{\displaystyle x\in J(R)} si y sólo si {\displaystyle 1-xy} es un elemento unitario en {\displaystyle R} para cada {\displaystyle y\in R}.
| Demostración |
| Supómgase que {\displaystyle 1-xy} no sea unitario. Entonces pertenece a algún ideal maximal {\displaystyle {\mathfrak {m}}}; pero {\displaystyle x\in J(R)}, luego {\displaystyle xy\in {\mathfrak {m}}} y por tanto {\displaystyle 1\in {\mathfrak {m}}}, lo cual es absurdo. Recíprocamente, supóngase que {\displaystyle x\notin {\mathfrak {m}}} para algún ideal maximal {\displaystyle {\mathfrak {m}}}. Entonces {\displaystyle {\mathfrak {m}}} y {\displaystyle x} son generados por el ideal unitario {\displaystyle \langle 1\rangle }, así que tenemos que {\displaystyle u+xy=1} para algún {\displaystyle u\in {\mathfrak {m}}} y algún {\displaystyle y\in R}. Por lo que {\displaystyle 1-xy\in {\mathfrak {m}}} y, por lo tanto, no es unitario. |